# Jazz Gitti

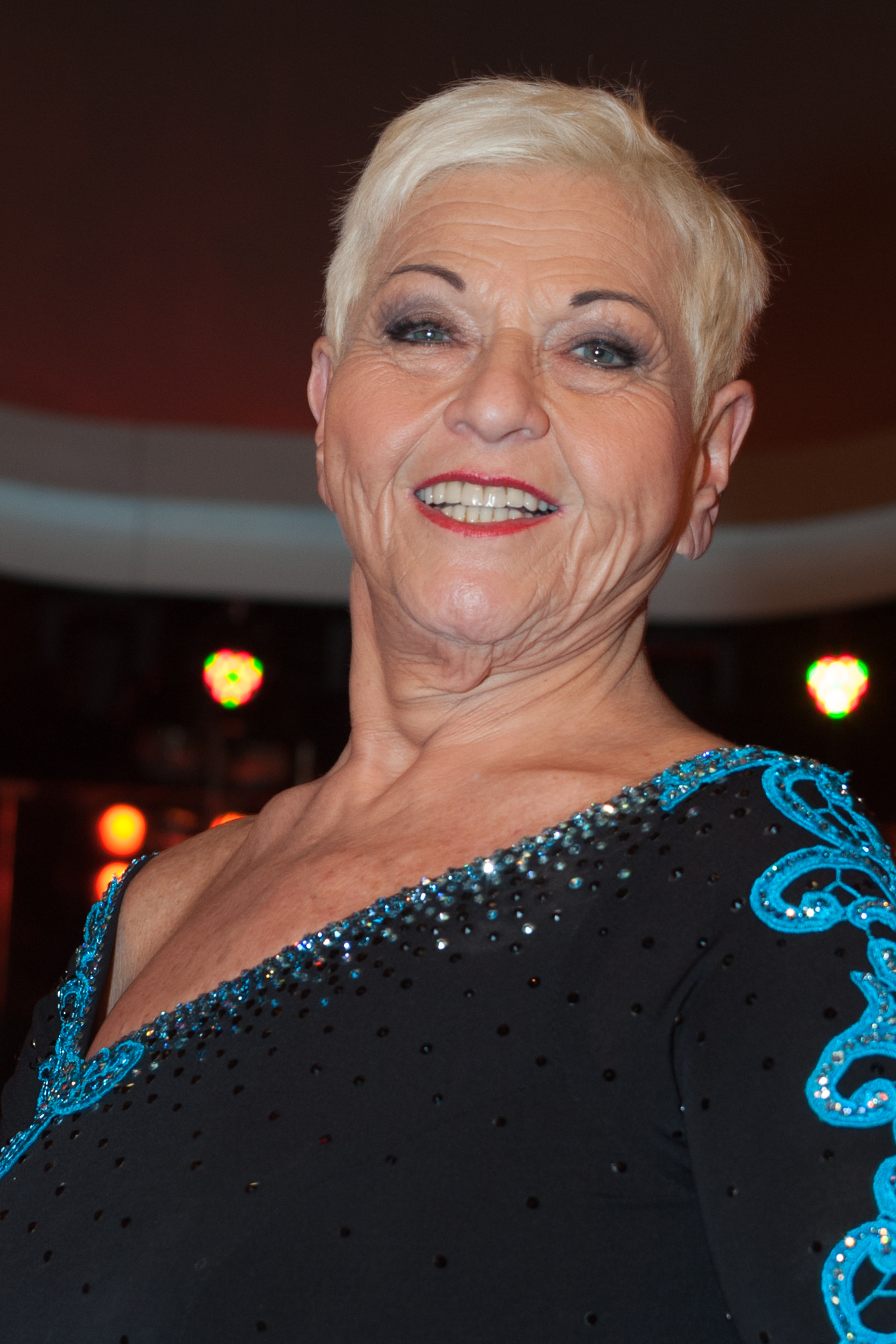
Jazz Gitti (2016)

Martha Margit Butbul, bekannt als Jazz Gitti (* 13. Mai 1946 in Wien als Martha Margit Bohdal) ist eine österreichische Unterhaltungskünstlerin, Sängerin sowie ehemalige Unternehmerin. Sie gilt als Wiener Original.

## Leben

### Jugend
Gittis Mutter war Jüdin und wurde durch Gittis katholischen Vater vor der Deportation bewahrt. Nach dem Krieg betrieben die Eltern ein Konsum-Kaufhaus und gelangten so zu einem beachtlichen Vermögen. Ihre einzige Tochter wuchs im 2. Wiener Gemeindebezirk Leopoldstadt in behüteten Verhältnissen auf. Schon als Kind wurde Martha nach einer Tante ihrer Mutter „Gitti“ gerufen, früh entdeckte sie ihre Leidenschaft für den Gesang.
Nachdem sie mit 14 Jahren ihre Mutter verloren hatte, die an Diabetes starb, besuchte Gitti ihren nach Israel ausgewanderten Onkel. Ihr Vater eröffnete in der Zwischenzeit ein Kaffeehaus („Espresso Gitti“) am Mexikoplatz, das Gitti (auf Wunsch ihrer verstorbenen Mutter) als Lebensgrundlage dienen sollte. Ab ihrer Rückkehr arbeitete sie in diesem Gastronomiebetrieb. Mit 16 Jahren gewann sie einen der damals populären Jugendgesangswettbewerbe mit dem Schlager „Es geht die Lou lila…“. Daraufhin wurde ihr ein Plattenvertrag versprochen, man wollte aus Gitti wegen ihrer lustigen Art und ihrer Körpermasse eine zweite Trude Herr machen. Doch anstatt eine Gesangskarriere zu starten, entschloss sich Gitti dazu, Österreich zu verlassen, weil das Verhältnis zu ihrem Vater immer schlechter wurde.
1962 zog sie nach Haifa in Israel, wo sie sich zunächst als Kellnerin durchschlug. Im Jänner 1965 heiratete sie einen marokkanischen Juden und bekam im November 1965 ihr einziges Kind, Tochter Shlomit. Shlomit ist heute Schauspielerin und Sängerin, sie machte Jazz Gitti auch zur dreifachen Großmutter. In Israel verdingte sich die spätere Sängerin und Entertainerin größtenteils als Putzfrau, da ihr Ehemann spielsüchtig war und nur wenig zum Familieneinkommen beitrug. Später machte sie eine Ausbildung zur Spezialköchin für Frachtschiffe und jobbte als Eisverkäuferin. Im Juni 1971 kehrte sie mit ihrem Kind nach Österreich zurück und ließ sich scheiden. Nachdem „ihr“ Café am Mexikoplatz verkauft und vom Erbe der Mutter nichts mehr übrig war, arbeitete Jazz Gitti zunächst als Kellnerin im Café Alt Wien.
Danach arbeitete sie zwei Jahre lang als Kellnerin im Lokal „Jazz bei Freddy“. Nach einem Intermezzo als Versicherungsvertreterin pachtete sie 1973 das „Café Zuckerl“ auf der Heiligenstädter Straße. Nach einem Jahr wollte der Hauseigentümer das gutgehende Lokal selbst nutzen und Gitti eröffnete 1974 in der Probusgasse im 19. Bezirk den „1. Wiener Jazz Heurigen“. Zu dieser Zeit bekam sie auch ihren Spitznamen „Jazz Gitti“, da sie in ihren Lokalen immer öfter zum Mikrofon griff und Gesangsnummern zum Besten gab. Später eröffnete sie „Gittis Jazz Club“ am Bauernmarkt in einem Abrissgebäude. Das Lokal wurde 1979 geschlossen, als das Haus endgültig abgerissen wurde. „Gittis Jazz Club“ (1980) auf der Seilerstätte war das Folgelokal, das ebenso legendär wurde, aber in Konkurs ging. Zuvor war Gitti von Stefan Weber, dem Bandleader von Drahdiwaberl, angesprochen worden, ob sie nicht bei einigen Auftritten der Skandalrocker mitwirken wollte.

### Der Anfang
Von 1980 bis etwa 1983 überzeugte sie als Naturtalent in zahlreichen Drahdiwaberl-Gigs. Aus dieser Zeit stammen ihre ersten Singles wie z. B. „Hey du“, mit der sie bis in die österreichische Endausscheidung für den „Grand Prix Eurovision“ vorstieß. Anschließend konzentrierte sie sich ganz auf die Musik und gründete ihre erste Band: „Jazz Gitti & her Discokillers“. Damit schuf sie sich einen beachtlichen Ruf als Sängerin in Österreich und Deutschland.

### Der Durchbruch
Mit ihrem ersten Album „A Wunda“ legte sie den Grundstein ihrer Musik in Österreich. Eine ihrer bekanntesten Singles („Kränk di net“) befindet sich auf diesem Album. Auch die Alben „Hoppala“, „Nimm’s leicht“, „Alles pico bello“, „Jazz Gitti Gold“, „Made in Austria“, „Bergauf“ und „Die Liebe meines Lebens“ waren erfolgreich.

### Der Erfolg
Im Jahr 1991 bekam sie den World Music Award aus den Händen von Cliff Richard. Ein Jahr später erhielt sie die silberne Trophäe in der Rubrik Satire-Serie für ihre Serie „Tohuwabohu“, die im ORF zu sehen war. Trotz dieses Erfolgs gab sie ihre Verbindungen zur Musik nicht auf. Weiters hatte Jazz Gitti einige Auftritte, z. B. bei der Satire-Comedy-Sendung Wir sind Kaiser oder der Samstagabendshow Musikantenstadl, mit Andy Borg.
2016 nahm sie an der 10. Staffel der ORF-Show Dancing Stars teil und erreichte mit ihrem Tanzpartner Willi Gabalier den fünften Platz.

### Privat
Ihre Tochter ist die in Eisenstadt lebende Schauspielerin und Sängerin Shlomit Butbul. Jazz Gitti lebt in Leobendorf in Niederösterreich.

## Auszeichnungen
- 2002: Großes Ehrenzeichen für Verdienste um das Bundesland Niederösterreich[4]
- 2009: Goldenes Verdienstzeichen des Landes Wien[5]

## Diskografie
- A Wunda (1990)
- Hoppala (1991)
- Alles pico Bello (1993)
- Der nackte Hammer (1995)
- Nimms leicht (1996)
- Appetit auf di (1998)
- Es geht immer bergauf (2003)
- Die Liebe meines Lebens (2004)
- Meine wahren Memoiren (2006)
- Ob heit moch i nur was i wü (2007)
- I hob no koa Zeit ghobt (2008)
- Pures Leben (2009)
- Männertraum (2011)
- Sensation (2014)
- Gib net auf! (2016)

## Filmografie
- 1990–1998: Tohuwabohu (Fernsehserie)
- 1998–2000: Kaisermühlen Blues (Fernsehserie; 13 Folgen)
- 2002–2003: Liebe, Lügen, Leidenschaften (Fernsehserie; Folgen 2–6)
- 2020: Horvathslos (Webserie; 9 Folgen)